# Galvanoplastik
Galvanoplastik er en teknik til at udfælde metal, hyppigt kobber, ved hjælp af elektricitet på en form og derved skabe et aftryk af formen.

## Hulgalvanoplastik
En form eller model påføres (evt. kun delvist) en elektrisk ledende belægning af grafit eller en ledende metallak. Formen forbindes med en ledning og anbringes som katode i et bad, der indeholder metalsalt og andre stoffer, f.eks. syre. Som anode anvendes en stang eller plade af det metal, man ønsker at udfælde på formen. Metalioner frigøres fra anoden, vandrer gennem elektrolytten og udfældes som metal på katoden. Ved at kontrollere tiden og strømstyrken kan man styre tykkelsen og karakteren af det udfældede metallag. Man kan evt. senere udfælde et tyndt lag af sølv, guld eller nikkel oven på det tykkere underste metallag.
Formen kan være både positiv eller negativ og kan fremstilles af mange materialer. Formen fjernes, når metaludfældningen er afsluttet. En positivform af voks kan udsmeltes, en positiv form af plastikmateriale kan opløses. Derved opstår en hul figur.
Metallagets tykkelse er normalt mellem 4 og 8 mm.

## Kernegalvanoplastik
Ved denne teknik udfælder man metallet på en kerne, f.eks. af gips, der er gjort vandtæt. Kernen forbliver i genstanden, når metaludfældningen er afsluttet. Metallaget er tyndere, mellem 0,3 og 3 mm.

## Opfindelse
Efter opfindelsen af det elektriske element, fandt man på at udfælde metaller ved hjælp af elektrisk strøm, f.eks. at udfælde et tyndt lag sølv på bestik af messing eller nysølv, det såkaldte elektroplet. At fremstille figurer af udfældet metal blev først gjort af Moritz Hermann von Jacobi i 1837. Med bedre strømkilder udvikledes teknikken og metoden blev udviklet til større genstande af Rudolf Christian Böttger.

## Anvendelse
Med galvanoplastik kan fremstilles forholdsvis billige kopier af genstande, f.eks. mønter. Man har tidligere fremstillet statuer, der enten skulle være meget lette (hvilket lod sig gøre på grund af det tynde metallag) eller billige og masseproducerede. Det var mode at sætte bronzelignende statuer på gravsteder.
Teknikken har også været brugt inden for bogtrykket, dels til at fremstille matricer til blytyper, dels til at fremstille klicheer eller aftryk af hele trykforme.